# Anopheles pseudosinensis
Anopheles pseudosinensis är en tvåvingeart som beskrevs av Francisco E. Baisas 1935. Anopheles pseudosinensis ingår i släktet Anopheles och familjen stickmyggor.
Artens utbredningsområde är Filippinerna. Inga underarter finns listade i Catalogue of Life.